# 中社 (臺中市)
中社，是臺灣臺中市后里區的一個傳統地域名稱，位於該區北部。相較於今日行政區，其範圍大致為公館里西南部。

## 歷史
台灣清治末期，中社地區為一街庄，稱為「中社庄」，隸屬於苗栗三堡。該庄西北與土城庄為鄰，東北與新店庄為鄰，東邊為公館庄，東南邊一小段與七塊厝庄為界，南邊及西南邊為后里庄、月眉庄。
1901年（日明治三十四年）11月，全台廢縣廳改設二十廳，該庄隸屬於苗栗廳。1903年（明治三十六年）6月，該庄編入「溪底區」，仍隸屬於苗栗廳。1909年（明治四十二年）10月，全台二十廳合併為十二廳，苗栗廳廢止，溪底區改隸屬於臺中廳。1920年（大正九年），全台地方制度大改正，該庄改制為「中社」大字，隸屬於臺中州豐原郡內埔庄。
戰後內埔庄改制為內埔鄉，隸屬於臺中縣，大字亦改制為村。1950年10月，中、彰、投分治，外埔鄉隸屬不變。1955年，因與屏東縣內埔鄉同名，改名為「后里鄉」。2010年12月，隨著臺中縣、市合併為直轄臺中市，后里鄉改制為后里區，村亦改制為里。

## 聚落
本地區發展較早的聚落為中社、尾社、尾城等，在日治期初期的官方地圖上已有記載。此外，本地區尚有九股、五崁腳等聚落。

## 交通
國道1號又稱「中山高速公路」，是台灣西部兩條縱向高速公路之一，大致以東北—西南走經過中社地區西部。境內未設交流道，東北側最近的是鄉道苗51線交會口的三義交流道，南側最近的是可與市道132號相連結的后里交流道。由此等可快速前往國道1號沿線各地。
省道台13線（三豐路五～四段）是香山內湖至豐原的幹道，其中尖山至豐原路段俗稱「尖豐公路」，大致以北北東—南南西走向繞大彎轉東南東—西北西走向經過本地區東部及東南部邊界地帶。由該道路向北北東可前往三義、銅鑼、苗栗等地，向西北西繞大彎轉東南再轉南南西可前往后里市區、豐原並止於省道台3線路口。
區道中28線（重劃東路）是土城至泰安的道路，其東側端點位於本地區東部區道中32線路口。由此向北北西轉北北東再轉西北出境後，可前往公館、新店、土城並止於區道中26線路口。
區道中32線（安眉路）是尾社至泰安的道路，其西側端點位於本地區尾社莊的區道中33線路口。由此向東南東可前往公館、七塊厝東部並止於區道中31線路口。
區道中33線（安眉路、尾社路）是月眉至新店的道路，大致以南南西—北北東走向轉西向東再轉南南西—北北東走向蜿蜒經過本地區西南部、中部及北部。由該道路向南南西轉西北再轉西南可前往月眉西南部並止於市道132號路口，向北北東可前往新店並止於區道中28線路口。